# La Grange (Texas)
La Grange es una ciudad ubicada en el condado de Fayette en el estado estadounidense de Texas. En el Censo de 2010 tenía una población de 4.641 habitantes y una densidad poblacional de 432,2 personas por km².

## Historia
Fundada por la República de Texas el 13 de diciembre de 1837, en 1842 fue el punto de partida de la fallida Expedición Mier.

## Geografía
Según la Oficina del Censo de los Estados Unidos, La Grange tiene una superficie total de 10.74 km², de la cual 10.71 km² corresponden a tierra firme y (0.24%) 0.03 km² es agua.

## Demografía
Según el censo de 2010, había 4.641 personas residiendo en La Grange. La densidad de población era de 432,2 hab./km². De los 4.641 habitantes, La Grange estaba compuesto por el 73.52% blancos, el 9.52% eran afroamericanos, el 1.16% eran amerindios, el 0.54% eran asiáticos, el 0.09% eran isleños del Pacífico, el 12.84% eran de otras razas y el 2.33% pertenecían a dos o más razas. Del total de la población el 31.14% eran hispanos o latinos de cualquier raza.